# Морганит
Морганитът представлява розова скъпоценна разновидности на минерала берил. Той има висока твърдост – 7,5 – 8 по скалата на Моос и притежава висока търговска стойност като ювелирен камък. Като всички останали разновидности на минерала берил, морганитът се среща главно в гранитни пегматити и в биотитови шисти. Може да се открие също и в хидротермални жили, възникнали чрез съприкосновението на горещи газове от втвърдяващата се магма с околните скали. Най-качествените морганити са открити в региона на Минас Жерайс (Бразилия), на остров Елба (Италия), в Мадагаскар, Намибия, Пакистан, Русия и Зимбабве, както и край Сан Диего (Калифорния, САЩ).